# Carex chalciolepis
Carex chalciolepis är en halvgräsart som beskrevs av Herman Theodor Holm. Carex chalciolepis ingår i släktet starrar, och familjen halvgräs. Inga underarter finns listade i Catalogue of Life.